# Thomas Paine
‎
Thomas Paine, angleško-ameriški carinik, politik, pisatelj in politični filozof, * 29. januar 1737, Thetford, Norfolk, Združeno kraljestvo, † 8. junij 1809, New York, ZDA.

## Dela
- Zdrav razum (Common Sense), 1776
- Ameriška kriza (The American Crisis), 1776-1783
- Pravice človeka (Rights of Man), 1791
- Doba razuma (The Age of Reason), 1794-1807
- Agrarna pravičnost (Agrarian Justice), 1795

## Vir
- Hepe Boštjan (2013a): Cariniki skozi čas: Thomas Paine. Arhivirano 2014-09-06 na Wayback Machine.. Str. 25-26. Iz: Langus-Boc, Sabina (ur.). Carina.si, št. 28, letnik 2013.